# Herb gminy Małkinia Górna
Herb gminy Małkinia Górna – jeden z symboli gminy Małkinia Górna, ustanowiony 31 sierpnia 2002.

## Wygląd i symbolika
Herb przedstawia na tarczy koloru zielonego złotą sosnę, stojącą nad srebrną linią falistą (symbolizującą Bug).